# Une aventure parisienne
Une aventure parisienne est une nouvelle de Guy de Maupassant, parue en 1881.

## Historique
Une aventure parisienne est initialement publiée dans la revue Gil Blas du 22 décembre 1881, puis dans le recueil Mademoiselle Fifi en 1882.

## Résumé
Le personnage principal est une fille qui commence par rappeler que la curiosité est le sentiment supposé le plus pointu chez la gent féminine.  
Elle a deux enfants et un mari, elle est très curieuse elle veut tout savoir de la vie parisienne, elle s’imagine des amants extraordinaires. N’y tenant plus, elle trouve le prétexte d’aller visiter de la famille pour aller seule à Paris.
Chez un antiquaire, elle croise un écrivain célèbre à qui le propriétaire veut vendre un bibelot japonais; l’écrivain hésite devant le prix, elle fait une surenchère et subjugue l’écrivain par sa hardiesse, sa volonté inflexible de le lui offrir et de passer le reste de la journée avec lui.
Ils vont au bois, au restaurant, au théâtre et finissent dans le lit de l’écrivain. Toutefois il ne s'y passe rien car il est habitué à des parisiennes maîtresses dans l’art de l’amour. 
elle le regarde se reposer et pleure voyant tout ses très physique désastreux.

## Extraits
- Dans le lit de l’écrivain «Mais elle était-ce simple commence peut l’être l’épouse légitime d’un notaires de province, et lui plus exigeants qu’un pacha à trois queues. Ils ne se comparurent pas du tout. Alors il s’endormit.
- J’ai voulurent connaitre…le…le vice…eh bien…eh bien, ce n’est pas drôle.

## Édition française
- Une aventure parisienne, Maupassant, contes et nouvelles, texte établi et annoté par Louis Forestier, Bibliothèque de la Pléiade, éditions Gallimard, 1974  (ISBN 978 2 07 010805 3).